# Maksym Pašajev
Maksym Vahifovyč Pašajev (in ucraino Максим Вагіфович Пашаєв?; Krasnyj Luč, 4 gennaio 1988 – Hradyz'k, 12 dicembre 2008) è stato un calciatore ucraino, di ruolo difensore.

## Carriera

### Club
Vanta 46 presenze e un gol nel massimo Campionato ucraino di calcio con le maglie di Kryvbas Kryvyj Rih e Dnipro Dnipropetrovs'k.

### Nazionale
Ha giocato nelle nazionali giovanili ucraine Under-19 ed Under-21.
Al momento del suo decesso avvenuto in un incidente stradale nel 2008 era il capitano della nazionale ucraina under-21.